# Liste d'ordinateurs du passé par constructeur

## Commençant par A

### Acorn
- Acorn System 1 (en)
- Acorn System 2
- Acorn System 3
- Acorn System 4
- Acorn Atom (en)
- BBC Micro
- Acorn Electron
- Acorn Archimedes
- RiscPC 600
- RiscPC 700

### Amstrad
- Amstrad CPC
- Amstrad CPC 464
- Amstrad CPC 472 (en)
- Amstrad CPC 664
- Amstrad CPC 6128
- Amstrad CPC 464 Plus
- Amstrad 6128 plus
- Amstrad PCW 8256 (es)
- Amstrad PCW 9512 (sr)
- Amstrad PcW 9256
- Amstrad PcW 9512 Plus
- Amstrad PcW 10
- Amstrad PcW 16 Rosanne
- Amstrad Notepad NC100
- Amstrad Notepad NC150
- Amstrad Notepad NC200
- Amstrad PenPad 600
- Amstrad PC1512
- Amstrad PC1640
- Amstrad  PPC 512 (en)
- Amstrad PPC 640

### APF Electronics Inc.(en)
- APF Imagination Machine

### Apple
- Apple I
- Apple II
- Apple II+
- Apple IIe
- Apple IIc
- Apple III
- Apple Lisa
- Apple Macintosh
  - Macintosh 128K
  - Macintosh 512K
  - Macintosh 512Ke
  - Macintosh Plus
  - Macintosh SE
  - Macintosh Classic
  - Macintosh Classic II
  - Macintosh Color Classic
  - Macintosh Portable
  - Macintosh II
  - Macintosh IIx
  - Macintosh IIcx
  - Macintosh IIci
  - Macintosh IIsi
  - Macintosh IIfx
  - Macintosh LC
  - Macintosh LC II
  - Macintosh LC III
  - Macintosh Quadra
  - Macintosh Performa
  - Macintosh Centris
  - Power Macintosh séries 4000, 5000, 6000, 7000, 8000 et 9000
  - PowerBook 5300
  - PowerBook 1400
  - PowerBook 2400
  - PowerBook 3400c

### Aster Computers(en)
- Aster CT-80 (en)

### Atari
- Atari 8-bit
  - Atari 400
  - Atari 800
  - Atari 1200XL
  - Atari 600XL
  - Atari 800XL
  - Atari 65XE
  - Atari 130XE
  - Atari 800XE
  - Atari ST
  - Atari 260ST
  - Atari 520ST
  - Atari 520STF
  - Atari 520STE
  - Atari 1040ST
  - Atari 1040STF
  - Atari 1040STE
  - Atari Mega ST
  - Atari Mega STE
  - Atari Stacy (en)
  - Atari ST Book (es)
  - Atari ST Pad
  - Atari TT
  - Atari Falcon030
- Compatible PC
  - Atari PC (pl)
  - Atari Portfolio
  - Atari N386SX
- Transputer
  - ATW800

## Commençant par B

### Be
- BeBox

### Beehive(en)
- Micro Bee (en)

### Bit Corporation(en)
- Bit-60 (de)
- Bit-90 (de)

### Burroughs Corporation
- B 20 voir également Questar 400

## Commençant par C

### Canon
- X-07

### Colecovision
- Colecovision Adam

### Commodore
- KIM-1
- Commodore PET
- Commodore CBM 2001, 3000, 4000, 8000
- Commodore 500, 600, 700
- Commodore VIC-20
- Commodore 64
- Commodore 64 SX (portable) couleur
- Commodore 64C
- Commodore 128
- Commodore 128/P
- Amiga
  - Amiga 500
  - Amiga 500+
  - Amiga 600
  - Amiga 1000
  - Amiga 1200
  - Amiga 2000
  - Amiga 2500
  - Amiga 3000
  - Amiga 4000
  - Amiga CDTV
  - Amiga CD32

### Compukit
- UK101 (en)

## Commençant par D

### DAI
- DAI Imagination machine

### Dragon Data
- Dragon 32
- Dragon 64
- Dragon 200
- Dragon MSX

### DEC
- PDP-1
- PDP-6
- PDP-7
- PDP-8
- PDP-10
- PDP-11
- PDP-12

## Commençant par E

### EACA(en)
- Colour Genie (en)

### Enterprise 64
- Enterprise 64
- Enterprise 128

### ExelVision
- EXL 100
- ExelTel

### Exidy
- Exidy Sorcerer

## Commençant par H

### Hewlett-Packard
- HP 250 (en)[1]
- HP-300 (en)[2]
- HP-1000[3]
- HP 3000[4]
- HP 9000[5]
- HP-98XX[6]
- HP Vectra (en) - micro ordinateur[7]
- HP Pavilion - micro ordinateur

## Commençant par I

### IBM
- IBM 701
- IBM 704
- IBM 709
- IBM 709-TX
- IBM 1130 et 1800
- IBM 1130 et 1800
- IBM 1401
- IBM 1620
- IBM 5100 et 5110
- IBM 5120
- IBM 7090
- IBM 7094
- IBM Visiotexte avec CP/M
- System 23 Datamaster
- PC/G et PC/XT
- PC AT
- PCjr
- PC RT 6150
- PS/2

### IMS / IMSAI Manufacturing Corporation
- IMSAI 8080
- IMSAI 8080 Series Two

### Intertechnique
- Multi-8
- Multi-4
- Réalité 2000
- IN532
- IN564
- IN5000
- IN8000
- IN8800

## Commençant par J

### Jupiter Cantab
- Jupiter Ace

## Commençant par L

### Luxor
- ABC80
- ABC800

## Commençant par M

### Mattel
- Aquarius

### Matra
- Alice
- Alice 32

### Memotech
- Memotech MTX512

### Massachusetts Institute of Technology(MIT)
- TX-0
- TX-2
- Whirlwind I

### Micro Instrumentation and Telemetry Systems(MITS)
- Altair 8800

### MSX
- MSX1
- MSX2
- MSX2+
- MSX2 TURBO
- MSX3

## Commençant par N

### NeXT
- Cube
- Station

## Commençant par O

### Oric
- Oric 1
- Oric Atmos
- Oric Telestrat

## Commençant par P

### Philips
- VG5000µ

## Commençant par Q

### CII-HoneywellBull
- Questar 400 voir également Burroughs B20

## Commençant par S

### Serel
- Serel OA-1001
- Serel OA-1001A
- Serel ODP-505

### Silicon Graphics
- IRIS series
- 4D series
- Indigo
- Indy
- Indigo2
- Octane
- Crimson
- Challenge S
- Challenge M
- Challenge DM
- Challenge L
- Challenge XL
- Onyx
- Onyx2
- Onyx 3000
- Origin 200
- Origin 2000

### Sinclair Research
- ZX80
- ZX81
- ZX Spectrum
- Sinclair QL

### Sord
- Sord M5

### Spectravideo
- SVI-318
- SVI-328
- SVI-728
- SVI-738
- SVI-838

### Sun Microsystems
- SparcStation 1
- SparcStation 1+
- SparcStation 2
- IPC
- IPX

## Commençant par T

### Tandy / Radio Shack
- TRS-80 Model I, II, III, ...
- TRS-80 Color Computer (CoCo), Coco 2, Coco 3
- MC-10
- Tandy 1000

### Télémécanique
- T2000
- T1000
- T1600
- Solar

### Texas Instruments
- TI-99/4
- TI-99/4A

### Thomson
- MO5, MO5NR
- MO6
- TO7
- TO7/70
- TO8, TO8D
- TO9, TO9+
- TO16